# Cheguei
"Cheguei" es una canción de la cantante brasileña Ludmilla, compuesta por Wallace Viana y André Vieira y producida por Rick Joe. Fue lanzada el 17 de marzo de 2017 en todas las estaciones de radio de Brasil y tiendas en línea, además de estar en su segundo álbum de estudio A Danada Sou Eu. El video musical fue lanzado el 3 de mayo de 2017 en el sitio web de Youtube.

## Lista de pistas
- Descarga digital

## Desempeño en las tablas musicales
| Parada (2017)                                                       | Mejor posición |
| ------------------------------------------------------------------- | -------------- |
| Brasil Billboard Hot 100                                            | 46             |
| Brasil - Billboard Brasil Regional Rio de Janeiro Hot Songs         | 1              |
| Brasil - Billboard Brasil Regional São Paulo Hot Songs              | 1              |
| Portugal - Associação Fonográfica Portuguesa Portugal Digital Songs | 45             |